# Siegfried Unverricht
Siegfried Unverricht (* 25. Februar 1928 in Dresden; † 27. Februar 2018) war ein deutscher Journalist und SED-Funktionär.

## Leben
Unverricht, Sohn eines Xylographen und einer Kassiererin, besuchte die Volks- und Berufsschule. Er absolvierte eine dreijährige Lehre zum Chemigraph in Dresden. 1952/53 legte er ein Sonderabitur ab. Er besuchte eine Fachschule für Journalistik und absolvierte ein Fernstudium an der Karl-Marx-Universität Leipzig mit Abschluss als Diplom-Journalist (1964). 1971/72 besuchte er die Parteihochschule beim ZK der KPdSU in Moskau.
Im März 1946 trat Unverricht der KPD bei, anschließend wurde er mit der Zwangsvereinigung von SPD und KPD Mitglied der SED. Von 1947 bis 1952 leitete er beim FDGB-Landesvorstand Sachsen erst das Ressort für Information und Statistik, danach das Büro des Sekretariats.
Nach Bildung der Bezirke in der DDR 1952 besuchte er für drei Monate eine Parteischule. Anschließend war er bis 1959 beim Organ der SED-Bezirksleitung Dresden Sächsische Zeitung als Redaktionsassistent, Hilfsredakteur, Redakteur, später als Leiter der Abteilung Volkskorrespondenten bzw. der Abteilung Wirtschaft tätig, zuletzt wirkte er als stellvertretender Chefredakteur. 
Ab Juni 1959 wirkte er bei der Ostsee-Zeitung in Rostock als stellvertretender Chefredakteur, von 1961 bis November 1967 als Chefredakteur. Von Dezember 1967 bis November 1989 war er Sekretär für Agitation und Propaganda der Bezirksleitung Rostock der SED. Von 1968 bis 1989 war Unverricht zudem Abgeordneter des Bezirkstages Rostock. 
Unverricht war nach der Wende Mitglied der PDS und dann der Partei Die Linke. Er war ehrenamtlicher Vorsitzender der Ortsgruppe Hohenfelde/Ivendorf der Volkssolidarität.

## Schriften
- (Autorenkollektiv, Red.): Geschichte der Landesparteiorganisation der SED Mecklenburg 1945–1952. Bezirksleitungen der SED Neubrandenburg, Rostock, Schwerin 1986.

## Auszeichnungen in der DDR
- Verdienstmedaille der DDR (1964)
- Vaterländischer Verdienstorden (VVO) in Silber (1974), in Gold (1978) und Ehrenspange zum VVO in Gold (1988)